# Assembly of the Poor

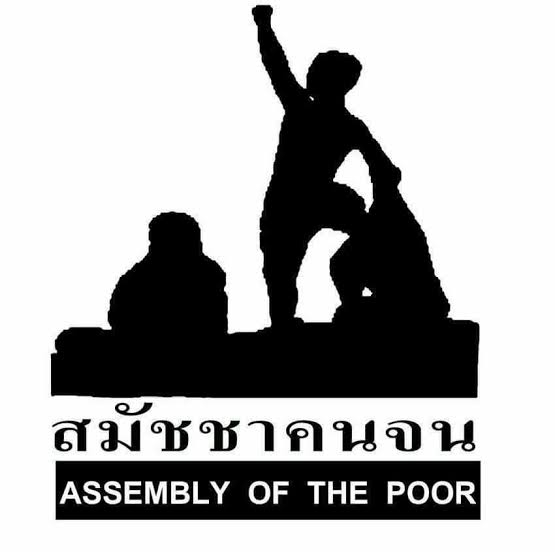
Logo von Assembly of the Poor

Die Assembly of the Poor (englisch für „Versammlung der Armen“, abgekürzt AOP) ist eine NGO in Thailand, welche die Interessen der Armen vertritt. Ihr Ziel ist es die schlechtergestellten Menschen in Thailand ebenfalls am Prozess der wirtschaftlichen Entwicklung in Thailand zu beteiligen, sodass auch sie die Möglichkeit haben, davon zu profitieren.

## Allgemeines
Gegründet wurde die AOP am 10. Dezember (Tag der Menschenrechte) 1995; vier Tage später wurde eine Deklaration gegen den umstrittenen Pak-Mun-Staudamm am Mae Nam Mun (Mun-Fluss) verabschiedet.
Die AOP setzt sich durch die Organisation von Demonstrationen, Diskussionsforen etc. für eine stärkere Berücksichtigung der Interessen marginalisierter Bevölkerungsteile und für eine hohe Priorität der Armutsbekämpfung ein. Sie ist Mitglied der Via Campesina.
Die Frauengruppe der AOP (Women's Group of the Assembly of the Poor) war unter den Nominierten des Projekts 1000 Frauen für den Friedensnobelpreis 2005.

## Netzwerk
Sieben Netzwerke gehören der Assembly of the Poor an. Diese sind:
- Netzwerk der von Staudammprojekten Betroffenen
- Netzwerk der von unsicheren und gesundheitsschädigenden Arbeitsbedingungen Betroffenen
- Netzwerk der Slumbewohner
- Netzwerk der von der Waldmanagementpolitik Betroffenen
- Netzwerk der von der Landmanagementpolitik Betroffenen
- Netzwerk für lokale Fischerei
- Netzwerk für alternative Landwirtschaft.

## Weblink
- International Rivers Network: ausführliche Beschreibung der AOP (englisch)